# مجموعة فاغنر
مجموعة فاغنر (بالروسية: Группа Вагнера)‏ هي منظمة روسية شبه عسكرية، وصفها البعض بأنها شركة عسكرية خاصة (أو وكالة خاصة للتعاقد العسكري) وقيل إن مقاوليها شاركوا في صراعات مختلفة، بما في ذلك العمليات في الحرب الأهلية السورية إلى جانب الحكومة السورية، وكذلك في الفترة من 2014 إلى 2015 في الحرب في دونباس في أوكرانيا لمساعدة القوات الانفصالية التابعة للجمهوريات الشعبية دونيتسك ولوهانسك المعلن عنها ذاتيا.
يرى آخرون بما في ذلك التقارير الواردة في صحيفة نيويورك تايمز أن فاغنر هي حقًا وحدة تتمع بالاستقلالية تابعة لوزارة الدفاع الروسية و/أو مديرية المخابرات الرئيسية متخفية، والتي تستخدمها الحكومة الروسية في النزاعات التي تتطلب الإنكار، حيث يتم تدريب قواتها على منشآت وزارة الدفاع. ويعتقد أنها مملوكة لرجل الأعمال يفغيني بريغوجين الذي له صلات وثيقة بالرئيس الروسي فلاديمير بوتين.

## الأصول والقيادة
ظهر فاغنر لأول مرة ككيان في عام 2014، أثناء ضم شبه جزيرة القرم من قبل الاتحاد الروسي. تم الإبلاغ منذ فترة طويلة عن أن رجل الأعمال الروسي يفغيني بريغوزين - الذي يُطلق عليه أحيانًا "طاهي بوتين"، بسبب أعماله في مجال تقديم الطعام التي استضافت العشاء الذي حضره فلاديمير بوتين مع شخصيات أجنبية بارزة -  كان له صلات بفاغنر وأوتكين شخصيًا. قيل أن رجل الأعمال هو الممول الرئيسي والمالك الفعلي لمجموعة فاغنر. نفى بريجوزين أي صلة بفاجنر، حتى سبتمبر 2022، عندما اعترف بأنه شارك في تأسيس المجموعة في منصب في فكونتاكتي. ادعى بريغوزين ، "لقد قمت بتنظيف الأسلحة القديمة بنفسي ، وقمت بفرز السترات الواقية من الرصاص بنفسي ووجدت متخصصين يمكنهم مساعدتي في ذلك. منذ تلك اللحظة ، في 1 مايو 2014 ، ولدت مجموعة من الوطنيين ، والتي سُميت فيما بعد كتيبة فاجنر. " المجموعة "رسميا" غير موجودة.

## في ليبيا
في أكتوبر 2018، نقلت ذا صن البريطانية عن مسؤولين في المخابرات البريطانية أنه تم إنشاء قاعدتين عسكريتين روسيتين في بنغازي وطبرق، شرق ليبيا، لدعم المشير خليفة حفتر الذي يقود الجيش الوطني الليبي في الحرب الأهلية في ذلك البلد. وقيل إن القواعد أقيمت تحت غطاء مجموعة فاغنر وإن «العشرات» من كبار عملاء مديرية المخابرات وأفراد القوات الخاصة كانوا يعملون كمدربين ومنسقين في المنطقة. كما يعتقد أن صواريخ كاليبر الروسية وأنظمة إس 300 سام ستوضع في ليبيا.
وقال رئيس مجموعة الاتصال الروسية حول التسوية الداخلية الليبية ليف دينغوف إن تقرير ذا صن «لا يتفق مع الحقيقة» بالرغم من أن تليفزيون آر بي كيه أكدت أيضا الانتشار العسكرى الروسي في ليبيا. في أوائل مارس 2019، ووفقا لمصدر حكومي بريطاني، كان حوالي 300 من مقاولي فاغنر العسكريين في بنغازي لدعم حفتر. وفي هذا الوقت، حقق الجيش الوطني الليبي تقدما كبيرا في جنوب البلاد الذي يغيب فيه القانون، واستولى على عدد من المدن على التوالي، بما فيها مدينة سبها وأكبر حقل بترولي في ليبيا. وبحلول 3 مارس، كان معظم الجنوب، بما في ذلك المناطق الحدودية، تحت سيطرة الجيش الوطني.
وفي أعقاب الحملة الجنوبية، شن الجيش الوطني هجوما ضد العاصمة طرابلس التي تسيطر عليها حكومة الوفاق الوطني، ولكن الهجوم تعثر في غضون أسبوعين في ضواحي المدينة بسبب المقاومة الشديدة. وفي نهاية سبتمبر، وفي أعقاب تقارير عن ضربات جوية قامت بها حكومة الوفاق الوطني وقتلت مرتزقة روس خلال الشهر جنوب طرابلس، بما في ذلك غارة أسفرت عن مقتل العشرات وإصابة قائد فاجنر الكسندر كوزنيتسوف، ذكر المسؤولون الغربيون والليبيون أنه خلال الأسبوع الأول من سبتمبر، وصل أكثر من 100 متعاقد عسكري خاص من فاغنر إلى الجبهة لتقديم الدعم المدفعي لقوات حفتر.

## في سوريا
أُبلغ لأول مرة عن وجود مقاولين عسكريين خاصين في سوريا في أواخر أكتوبر 2015، بعد شهر تقريباً من بدء التدخل العسكري الروسي في الحرب الأهلية في البلاد، عندما قُتل ما بين ثلاثة وتسعة مقاولين عسكريين خاصين في هجوم بقذائف الهاون شنه المتمردون على موقعهم في محافظة اللاذقية. وأفادت الأنباء أن مجموعة فاغنر كانت تعمل لدى وزارة الدفاع الروسية بالرغم من أن الشركات العسكرية الخاصة غير قانونية في روسيا. نفت وزارة الدفاع الروسية التقارير المبكرة التي نشرتها صحيفة وول ستريت جورنال حول عمليات مجموعة فاغنر في سوريا ووصفتها بأنها «هجوم إعلامي». بيد أن مصادر داخل جهاز الأمن الفيدرالي الروسي ووزارة الدفاع صرحت بشكل غير رسمي لروسيا بيوند بأن فاغنر كان تحت إشراف مديرية الاستخبارات الرئيسية.
علاوة على ذلك، ووفقا لبضعة من مقاتلي فاغنر، تم نقلهم جوا إلى سوريا على متن طائرات نقل عسكرية روسية. آخرون تم نقلهم إلى سوريا على متن شركة أجنحة الشام للطيران السورية من مطار روستوف نا دونو، حيث تم القيام بـ 51 رحلة ذهابا وإيابا بين يناير 2017 ومارس 2018. تم تسليم معداتهم إلى سوريا عن طريق ما يسمى سيريا إكسبريس، أسطول من السفن التجارية العسكرية والمدنية الروسية التي كانت تقوم بتوصيل الإمدادات إلى سوريا منذ عام 2012.
وفي وقت لاحق صرح مصدر بوزارة الدفاع لتليفزيون آر بي كيه بأن جهاز الأمن الفيدرالي يوجه أيضا المقاولين العسكريين الخاصين. استخدام فاغنر كلف روسيا 170 مليون دولار بحلول أغسطس 2016.

## الغزو الروسي لأوكرانيا
زعمت صحيفة التايمز أنه خلال الغزو الروسي لأوكرانيا، الذي بدأ في 24 فبراير 2022، نقلت مجموعة فاغنر أكثر من 400 متعاقد من جمهورية أفريقيا الوسطى في منتصف إلى أواخر يناير في مهمة لاغتيال الرئيس الأوكراني فولوديمير زيلينسكي وحكومته، وبالتالي تمهيد الطريق لروسيا لتولي السيطرة. وتلقت الحكومة الأوكرانية معلومات في هذا الصدد في وقت مبكر من يوم 26 فبراير، أعلنت بعد ذلك حظر تجول «صارما» لمدة 36 ساعة لاكتساح العاصمة بحثا عن «المخربين الروس». في اليوم السابق، زعمت الحكومة أن قواتها قتلت 60 مخربا في كييف كانوا يتظاهرون بأنهم وحدة دفاع إقليمية. وفور تلقي الحكومة هذه المعلومات اندلع قتال عنيف في غرب وشمال شرق كييف حيث تزعم أوكرانيا أنها صدت هجوما على قاعدة عسكرية. بحلول الصباح، كانت القوات الأوكرانية قد أمنت العاصمة. ووصفت الولايات المتحدة القوات الروسية التي دخلت كييف بأنها «عناصر استطلاع». بعد يومين، قال مسؤول أمريكي، كانت هناك «بعض المؤشرات» على أن فاغنر كانت تعمل، لكن لم يكن من الواضح أين أو كم. بحلول 3 مارس، وفقا لصحيفة التايمز، نجا زيلينسكي من ثلاث محاولات اغتيال، يزعم أن اثنتين منها دبرتهما مجموعة فاغنر. في 8 مارس، ادعى الجيش الأوكراني أن أول متعاقدين عسكريين خاصين من فاغنر قد قتلوا منذ بداية الغزو الروسي وتم تأكيد أول حالة وفاة بالاسم في 13 مارس.
فرضت واشنطن عقوبات جديدة في 27 يونيو 2023، استهدفت أربع شركات وشخص واحد متورط بشكل مباشر مع مجموعة فاغنر. وشملت الشركات الخاضعة للعقوبات شركة التجارة العامة للموارد الصناعية ومقرها دبي، والتي دعمت شركة التعدين في وسط إفريقيا، ديامفيل، التي تم فرض عقوبات عليها أيضا. واستهدفت شركة أخرى في وسط أفريقيا ميداس ريسورسز سارلو، إلى جانب شركة دي إم ذات المسؤولية المحدودة ومقرها روسيا، والتي أجرت مبيعات الذهب. وقالت الولايات المتحدة إن الشركات الخاضعة للعقوبات متورطة في تجارة الذهب غير المشروعة لتمويل مجموعة فاغنر.

## تمرد مجموعة فاغنر 23 يونيو 2023
زعمَ قائد مجموعة فاغنر يفغيني بريغوجين عشية الثالث والعشرين من حزيران/يونيو 2023 أن جنودًا من وزارة الدفاع الروسية قصفوا مواقع المجموعة العسكريّة، وردًا على هذا توعَّدَ بريغوجين بالانتقامِ من قيادة وزارة الدفاع التي حمَّلها مسؤولية ما طال قواته.
أعلن بريغوجين مساء نفس اليوم بدء عملية تطهير فيما بدى أنه تمردٌ على الدولة أو فتيلُ نزاعٍ مسلحٍ ضدّ وزارة الدفاع تحديدًا، حيثُ شجَّعَ بريغوجين أي شخص يريد الانضمام إلى الحربِ ضد وزارة الدفاع، لكن هذا التمرد استمر يوماً واحداً سيطرت فيه قوات فاغنر على مدينة روستوف ليعلن التوجه بعدها إلى العاصمة موسكو، إلى أن حاولَ الرئيس البيلاروسي ألكسندر لوكاشينكو التوسّط لحل الخلاف الحاصل من خلال المحادثة معَ بريجوجين بناءً على طلبٍ من بوتين، ونجحَ لوكاشينكو على ما يبدو في التوصّل لاتفاقٍ مع قائد مجموعة فاغنر على وقفِ تقدم مقاتلي المجموعة نحو موسكو والانسحابِ من المناطق التي سيطروا عليها مُقابل ضمان سلامتهم. نشرَ بريغوجين رسالة صوتيّة جديدة على شكلِ بيان وفيها أعلنَ موافقته على الوساطة البيلاروسية لتجنّبِ إراقة الدماء وأن قواته عائدة نحو مقراتها الميدانية وفقًا للخطة.
بدأت مجموعة فاغنر في سحبِ قواتها من مدينة روستوف أون دون التي كانت قد سيطرت عليها بالكامل قبل ساعات، وذلك بعدما عادت من الطُرق التي زحفت عليها مباشرةً بعد الاتفاق بينَ لوكاشينكو وبريغوجين. أعلنَ المتحدث باسمِ الكرملين دميتري بيسكوف أنه سيتم إسقاط التهم الموجهة إلى بريغوجين وسيُرسَل إلى بيلاروسيا، كما لن يواجه مقاتلو فاغنر المتمردين المحاكمة، أمّا الذين شاركوا في الحربِ إلى جانبِ الروس ضدّ أوكرانيا ولم يُشاركوا في التمرد داخل روسيا فقد يوقعون عقودًا رسميّة مع وزارة الدفاع.
وفي 13 مارس 2024 قال "بوتين" في مقابلة مع القناة الروسية الأولى و"نوفوستي": إن وزارة الدفاع الروسية قدمت الدعم لمجموعة "فاغنر"، ولكن فقط كمجموعة روسية لا أكثر، مضيفا أن "موسكو لم تتدخل في إفريقيا، ولم تخرج فرنسا من هناك، وإن كان الزعماء الأفارقة أنفسهم يريدون العمل مع روسيا".